# Inazuma
L'Inazuma (電? lett. "Fulmine") è stato un cacciatorpediniere della Marina imperiale giapponese, seconda unità appartenente alla classe Akatsuki. Fu varato nel giugno 1932 dal cantiere di Fujinagata.
Appartenente alla 6ª Divisione, nei primi mesi di conflitto operò in seno alla 2ª Flotta ed ebbe una parte importante nella vittoriosa seconda battaglia del Mare di Giava (1º marzo 1942). In maggio passò alla 5ª Flotta e per l'estate del 1942 operò nella regione delle isole Aleutine e delle isole Curili; ben presto assegnato al servizio di scorta per convogli e navi da guerra, in ottobre si portò presso la base aeronavale di Truk e il mese successivo partecipò a entrambi gli scontri notturni storiograficamente noti come battaglia navale di Guadalcanal (13-15 novembre), senza subire danni. All'inizio del 1943 rientrò alla base settentrionale di Ominato e il 26 marzo fu presente alla battaglia delle isole Komandorski, ma non vi ebbe alcun ruolo. Per il resto dell'anno e anche ben dentro il 1944 fu impegnato in crociere in difesa di convogli, portaerei e simili che facevano la spola tra Truk e Yokosuka, oppure coinvolte in lunghi viaggi tra le principali basi navali (Singapore, Manila, isole Palau e altre). Il 14 maggio 1944, mentre scortava alcune petroliere assieme al gemello Hibiki, fu centrato da un siluro del sommergibile statunitense USS Bonefish nel Mar di Celebes e fu annientato da una grande esplosione, che uccise più della metà dell'equipaggio

## Servizio operativo

### Costruzione
Il cacciatorpediniere Inazuma fu ordinato nell'anno fiscale edito dal governo giapponese nel 1927. La sua chiglia fu impostata nel cantiere navale di Fujinagata il 7 marzo 1930 e il varo avvenne il 25 febbraio 1932; fu completato il 15 novembre dello stesso anno. Il 29 giugno 1934, nel corso di manovre a sud dell'isola di Cheju in Corea, rimase coinvolto in una violenta collisione con il cacciatorpediniere Miyuki, il quale affondò per i danni riportati. L'Inazuma, invece, dovette essere rimorchiato a una base di raddobbo ed estesamente riparato. La nave formò negli anni seguenti con l'Akatsuki, l'Ikazuchi e l'Hibiki la 6ª Divisione, dipendente dalla 1ª Squadriglia della 1ª Flotta.

### 1941-1942
Tra 1940 e 1941 l'Inazuma passò agli ordini del capitano di corvetta Hajime Takeuchi. Dopo essersi spostato da Hashirajima alla baia di Saeki il 25 novembre 1941, con il resto della divisione d'appartenenza salpò il 29 aggregandosi a un convoglio in rotta per la base militare di Mako (isole Pescadores), toccata il 2 dicembre. Dal 4 all'8 dicembre fu in mare assegnato alla forza navale di supporto all'attacco a Hong Kong e collaborò con l'incrociatore leggero Isuzu nella distruzione di due cannoniere britanniche poco fuori dal porto. Il 24 dicembre lasciò la zona e, di scorta all'incrociatore pesante Ashigara, fece base a Davao (Mindanao) e con altre unità formò una squadra di copertura a distanza per l'assalto anfibio a Menado a metà gennaio 1942. Il 20 del mese abbordò inavvertitamente una nave deposito e riportò danni di una certa entità che lo costrinsero a ricevere riparazioni provvisorie dalla nave officina Akashi; si riportò dunque a Mako, dove dal 29 gennaio al 17 febbraio fu rimesso in piena efficienza. Il 21 partì di scorta all'incrociatore pesante Myoko e il 26 le due unità giunsero a Makassar, riunendosi al complesso di forze navali pronte a investire Giava. Il 1º marzo l'Inazuma partecipò alla breve seconda battaglia del Mare di Giava, durante la quale colpì con uno o due siluri l'incrociatore pesante britannico HMS Exeter: trasse poi in salvo 376 naufraghi britannici e, il 3 marzo, altri 152 marinai americani del cacciatorpediniere USS Pope, affondato nello stesso scontro. Subito dopo fu dirottato alla baia di Subic vicino Bataan, che raggiunse il 12 marzo trovandovi già i cacciatorpediniere gregari. Il 19, dopo aver operato in supporto delle forze terrestri, la 6ª Divisione scortò un convoglio sino a Kure (toccata una settimana dopo) e quindi si spostarono a Yokosuka: qui furono tutti revisionati. Il 22 maggio accompagnò gli incrociatori pesanti Takao e Maya da Kure a Ominato, base della 5ª Flotta del viceammiraglio Boshirō Hosogaya cui l'ammiraglio Isoroku Yamamoto aveva affidato le manovre diversive nelle isole Aleutine, previste dal complesso piano di attacco all'atollo di Midway. Il 28 maggio la flotta salpò e occupò all'inizio di giugno le isole di Attu e Kiska; l'Inazuma fu impegnato dall'11 giugno al 10 luglio in ricognizioni e pattugliamenti anti-sommergibile nella zona e il 5 luglio accolse a bordo i circa quaranta superstiti del cacciatorpediniere Nenohi. Il 15 luglio si fermò a Yokosuka, fu sottoposto a manutenzione e il 31 poté tornare in acqua, venendo subito distaccato a Ominato: da questa base, attorno alla metà di agosto, fece tappa a Paramushiro, caricò truppe e le recò a Kiska; sulla rotta del ritorno prese a rimorchio il danneggiato Shiranui e lo lasciò al sicuro all'isola di Shimushu. Rientrato a Ominato, l'Inazuma proseguì a tutto vapore sino a Kure e in settembre si addestrò nelle acque interne del Giappone assieme alle portaerei Hiyo e Junyo.

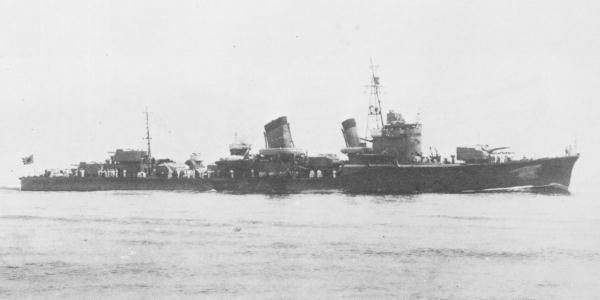
LInazuma in navigazione nei primi anni di servizio

Il 4 ottobre salpò da Saeki e scortò le due portaerei sino alla grande base aeronavale di Truk, venendo assegnato dal 9 a regolari pattugliamenti delle acque circostanti. Il 22 ottobre dovette però andare incontro alla Hiyo che, salpata assieme al resto della 3ª Flotta per affrontare forze navali statunitensi a est di Guadalcanal, aveva accusato avarie all'impianto motore; la riaccompagnò dunque nella rada atollina entro il 26. Il 6 novembre il comandante Takeuchi, da poco promosso a capitano di fregata, fu rimpiazzato dal capitano di corvetta Masamichi Terauchi; nei giorni immediatamente seguenti l'Inazuma fu aggregato alla 2ª Flotta e in particolare alla squadra distaccata del viceammiraglio Hiroaki Abe, che doveva eseguire un prolungato bombardamento dell'aeroporto di Guadalcanal nella notte tra il 12 e il 13, impiegando le navi da battaglia Hiei e Kirishima. I giapponesi cozzarono invece contro una formazione statunitense e subito scoppiò una feroce battaglia notturna; l'Inazuma lanciò vari siluri e sparò numerose salve, rivendicando la distruzione di un incrociatore (un abbaglio, giacché due navi americane di questo tipo affondarono solo il mattino seguente). Rimasto indenne, accompagnò a nord la superstite Kirishima e nella notte tra il 14 e il 15 partecipò al secondo tentativo di cannoneggiare l'aeroporto, anch'esso sfociato in un combattimento di superficie. In questo scontro l'Inazuma cooperò all'affondamento o grave danneggiamento dei quattro cacciatorpediniere USS Benham, USS Walke, USS Preston e USS Gwin, senza subire danni di sorta. La missione, comunque, fallì di nuovo e l'unità ripiegò verso Truk, toccata il 18 novembre, per poi ridiscendere sino a Rabaul. Da qui salpò il 23 per recare truppe a Lae e Salamaua, ma fu costretto a rinunciarvi; riuscì invece a sbarcare uomini a Buna il 1º dicembre, missione completata anche a metà mese dopo aver seguito una rotta passante per le isole dell'Ammiragliato. Tra il 16 e il 20 dicembre scortò con altri tre cacciatorpediniere (Arashio, Isonami, Suzukaze) e l'incrociatore leggero Tenryu due mercantili armati, che fecero scendere reparti della 5ª Divisione fanteria a Madang. Il 26 dicembre l'Inazuma salpò in solitaria con un nucleo di soldati a bordo e, fatta tappa alle isole Shortland, li sbarcò in Nuova Georgia.

### 1943
Nel gennaio 1943 l'Inazuma rientrò a Truk, ma già il 7 salpò con i cacciatorpediniere Isonami, Yugure e Asashio, formanti la scorta alla corazzata Mutsu, alla portaerei Zuikaku e all'incrociatore pesante Suzuya. La formazione arrivò a Kure il 12, ma l'Inazuma continuò per Yokosuka dove rimase sino al 28 gennaio in manutenzione; durante i lavori fu aggiunto un ballatoio davanti alla plancia, dove fu posta un'installazione binata di mitragliatrici Type 93 da 13,2 mm. Dal 5 al 9 febbraio l'Inazuma accompagnò un convoglio sino a Ominato e fu nuovamente integrato nella 5ª Flotta, impegnata a rifornire le guarnigioni di Kiska e Attu. Il 26 marzo, proprio durante una missione del genere, i giapponesi furono intercettati a sud-ovest delle isole da una piccola squadra statunitense: la battaglia durò a lungo e l'Inazuma e il gemello Ikazuchi, assegnati alla difesa ravvicinata del convoglio, non vi ebbero alcun ruolo. Il 1º aprile, appena riguadagnate le acque nazionali, i cacciatorpediniere della 6ª Divisione furono riassegnati all'11ª Squadriglia, dipendente dalla 1ª Flotta e demandata all'addestramento delle nuove unità in tempo di guerra. Il 13 aprile, comunque, l'Inazuma navigò assieme all'incrociatore leggero Abukuma da Paramushiro a Yokosuka e sottoposto qui a un altro ciclo di manutenzione. Il 5 maggio salpò con destinazione Truk di scorta all'incrociatore leggero Katori, raggiungendo la destinazione l'11; da questa base iniziò il 14 maggio un intenso servizio di difesa a convogli che compivano viaggi regolari sino a Yokosuka per poi ritornare nella rada atollina. Il 6 ottobre si fermò anch'esso a Yokosuka, abbisognando di manutenzione alle macchine e alla chiglia, quindi il 1º novembre riprese il mare in difesa di un convoglio che il 13 giunse a Truk senza difficoltà: una settimana più tardi l'Inazuma passò al comando del capitano di corvetta Teizō Tokiwa e subito assunse la difesa di alcuni convogli in rotta per Yokosuka e ritorno, compito che si concluse il 10 dicembre. Dal 14 al 19 dicembre completò il trasporto di un nucleo di fanteria sino all'isola di Kusaie e, due giorni dopo, prestò soccorso all'equipaggio di una petroliera gravemente colpita. Il 27 dicembre salpò con l'Hibiki e accompagnò le portaerei Hiyo e Ryuho sino a Kure, raggiunta il 2 gennaio 1944.

### 1944 e l'affondamento
Il 10 gennaio l'Inazuma e l'Hibiki salparono da Kure e accompagnarono la portaerei di scorta Kaiyo in una traversata oceanica che toccò nell'ordine Manila, Singapore, Tarakan, le isole Palau e la rada di Truk, prima di concludersi di nuovo a Kure il 19 febbraio. Il 25 l'11ª Squadriglia fu riassegnata agli ordini diretti della Flotta Combinata (ammiraglio Mineichi Kōga), quindi dal 1º marzo l'Inazuma e l'Hibiki furono distaccati in difesa della portaerei Chiyoda, protagonista anch'essa di un lungo viaggio che da Yokosuka la portò a toccare Guam, Saipan, le Palau (12 marzo), Balikpapan e di nuovo le Palau; le tre navi lasciarono questo arcipelago il 27 marzo per tornare di nuovo a Balikpapan, deviando poi la rotta del ritorno per Davao. Il 10 aprile raggiunsero Kure e qui l'Inazuma rimase in manutenzione per il resto del mese, oltre a incrementare nettamente la contraerea: la torre di poppa sopraelevata fu rimossa per fare spazio a due impianti tripli armati di cannoni Type 96 da 25 mm L/60, due altri furono sistemati su una piattaforma appositamente costruita tra i lanciasiluri a mezzanave, mentre le Type 93 dinanzi alla plancia furono rimpiazzate da una coppia di Type 96; due ulteriori pezzi furono piazzati ai lati della torre di comando, ciascuno su proprio affusto. Gli impianti binati di mitragliatrici Type 93 vicino al fumaiolo posteriore furono rimossi, mentre sull'albero prodiero tripode fu fissato un radar Type 22 per ricerca di bersagli navali. Non è infine chiaro se furono aggiunti in questa occasione, o se erano già stati forniti in precedenza, due altri lanciatori Type 94 che fecero crescere la riserva di cariche di profondità a trentasei. Il 3 maggio, sempre assieme al gemello e con inoltre la portaerei Taiyo, salpò di scorta a un convoglio di petroliere in partenza da Moji per Manila, che fu raggiunta il 9. Due giorni dopo i soli Inazuma e Hibiki ripresero la navigazione verso Balikpapan, in difesa di tre petroliere. Il 14 maggio, poco a ovest dell'ancoraggio di Tawi Tawi (5°08′N 119°38′E), l'Inazuma fu bersaglio del sommergibile USS Bonefish che lo colpì con un siluro: il cacciatorpediniere saltò in aria e affondò subito, provocando sul colpo la morte di 161 membri dell'equipaggio compresi il capitano di corvetta Tokiwa e il comandante della 6ª Divisione, capitano di fregata Kiyoshi Tomura. I 125 superstiti furono tratti in salvo dall'Hibiki.
Il 10 giugno 1944 l'Inazuma fu depennato dalla lista del naviglio in servizio attivo.